# Lentinellus
Lentinellus es un género de hongos, conocido por su papel en la descomposición de la materia orgánica en los ecosistemas forestales. Es un agárico de la familia Auriscalpiaceae, caracterizado además en parte por esporas amiloides de paredes rugosas producidas en láminas con bordes dentados. Por lo general, las hifas de paredes gruesas en el cuerpo del fruto son en parte amiloide y, con frecuencia, el sabor de los hongos es acre (ardiente, picante). Se ha estimado que el género extendido contiene 15 especies.  Los micólogos Ronald Petersen y Karen Hughes consideraron 24 especies en su monografía mundial del género de 2004. 

## Clasificación y denominación
El nombre Lentinellus es el diminutivo de Lentinus, que es el nombre genérico de otro grupo de hongos destructores de la madera con bordes laminares rugosos. La especie tipo y la más conocida es L. cochleatus, que fue clasificado bajo Lentinus por Persoon en 1825. Más tarde se comprendió que las especies ahora en Lentinellus son muy diferentes en otras características de las otras especies de Lentinus, y en la taxonomía moderna los grupos se clasifican en diferentes órdenes (Lentinus está en Polyporales mientras que Lentinellus está en Russulales). 
Los géneros estrechamente relacionados son Auriscalpium y Dentipratulum, con Artomyces relacionados un poco más lejanamente.   Estos grupos no son agaricoides pero, curiosamente, Lentinellus está más estrechamente relacionado con ellos que con otros hongos con láminas.
A continuación, se proporciona información técnica detallada sobre el género Lentinellus:

## Taxonomía
Reino: Fungi (hongos)
División: Basidiomycota (hongos basidiomicetos)
Clase: Agaricomycetes
Orden: Agaricales
Familia: Auriscalpiaceae
Género: Lentinellus

## Morfología
- Sombrero (Píleo): Forma: Variable, puede ser convexo, aplanado o extendido. Superficie: Lisa o con estrías radiales. Color: Diversos tonos de marrón, amarillo o naranja.
- Láminas: Adheridas al estípite o ligeramente decurrentes. Espaciadas y finas. Color: Blanco a crema, con tonalidades amarillentas en algunas especies.
- Estípite (Pie): Variable en longitud y grosor. Central o excéntrico. Puede presentar anillos o estructuras anulares en algunas especies.
- Esporas: De forma elíptica a alargada, con ornamentación superficial específica. Color: Blanco a crema.
- Basidios: Células especializadas que llevan las esporas. Se encuentran en las láminas y son cruciformes.

## Ecología
Lentinellus es un género saprófito, lo que significa que obtiene nutrientes descomponiendo materia orgánica muerta, especialmente la materia lignocelulósica presente en la madera.

## Distribución
Se encuentra en diversos tipos de bosques